# آرگیریا
بیماری آرگیریا یا آرگیروزیس (به انگلیسی: Argyria) (یونانی باستان: ἄργυρος) نوعی بیماری است که از قرار گرفتن بیش از حد در معرض ترکیبات شیمیایی عنصر نقره یا گرد و غبار آن ناشی می‌شود. بارزترین نشانهٔ این بیماری آبی یا آبی - خاکستری شدن رنگ پوست است. آرگیریا می‌تواند به دو شکل آرگیریای محلی و آرگیریای فراگیر بروز یابد. آرگیریای فراگیر روی قسمت‌های بزرگی از سطوح در معرض دید بدن تأثیر می‌گذارد و آرگیریای محلی در مناطق محدودی از بدن، از جمله بخش‌هایی از پوست، بخش‌هایی از غشاء مخاطی یا ملتحمه بروز پیدا می‌کند.